# 劉尚清
劉 尚清（りゅう しょうせい）は、中華民国の政治家。当初は北京政府・奉天派に属し、後に国民政府に転じた。字は海泉。

## 事跡
20歳で附生（府・州・県で採用された生員）となり、塾で学生を教えた。1911年（宣統3年）、東三省督署度支部で任用される。その後、東三省官銀総弁に昇進した。以後、張作霖の奉天派において文官として出世していく。
1919年（民国8年）、黒竜江省財政庁長署理となる。翌年6月に正式に財政庁長に任命され、さらに永済官銀号総弁も兼ねた。1925年（民国14年）9月、中東鉄路（東清鉄道）督弁に異動する。1926年（民国15年）秋、奉天省省長兼財政庁長に昇進し、11月には省立東北大学校長も兼ねた。1927年（民国16年）6月、張作霖に北京政府農工総長として起用された。
張学良による易幟を経た1929年（民国18年）1月、劉尚清は東北政務委員会委員に任じられた。翌1930年（民国19年）12月、国民政府中央で内政部部長に抜擢された。その後も中央政治会議委員、国民政府委員、救済水災委員会委員、全国経済委員会委員を歴任・兼任している。1932年（民国21年）からは、北平政務委員会委員、軍事委員会北平分会委員を歴任した。1937年（民国26年）4月に、安徽省政府主席に任じられたが、同年11月までに辞任している。1941年（民国30年）、監察院副院長に任じられた。
1947年（民国36年）2月20日、療養先のニューヨークで病没。享年80。